# Вікісловник
Вікісловни́к — багатомовний онлайн-словник довільного наповнення — україномовний розділ проєкту Wiktionary. Тут зібрали й повсякчас поповнюють тлумачення й переклади українських слів, а ще переклади слів і висловів з інших мов.
Будь-хто може редагувати та створювати статті у Вікісловнику.

Один з логотипів Вікісловника
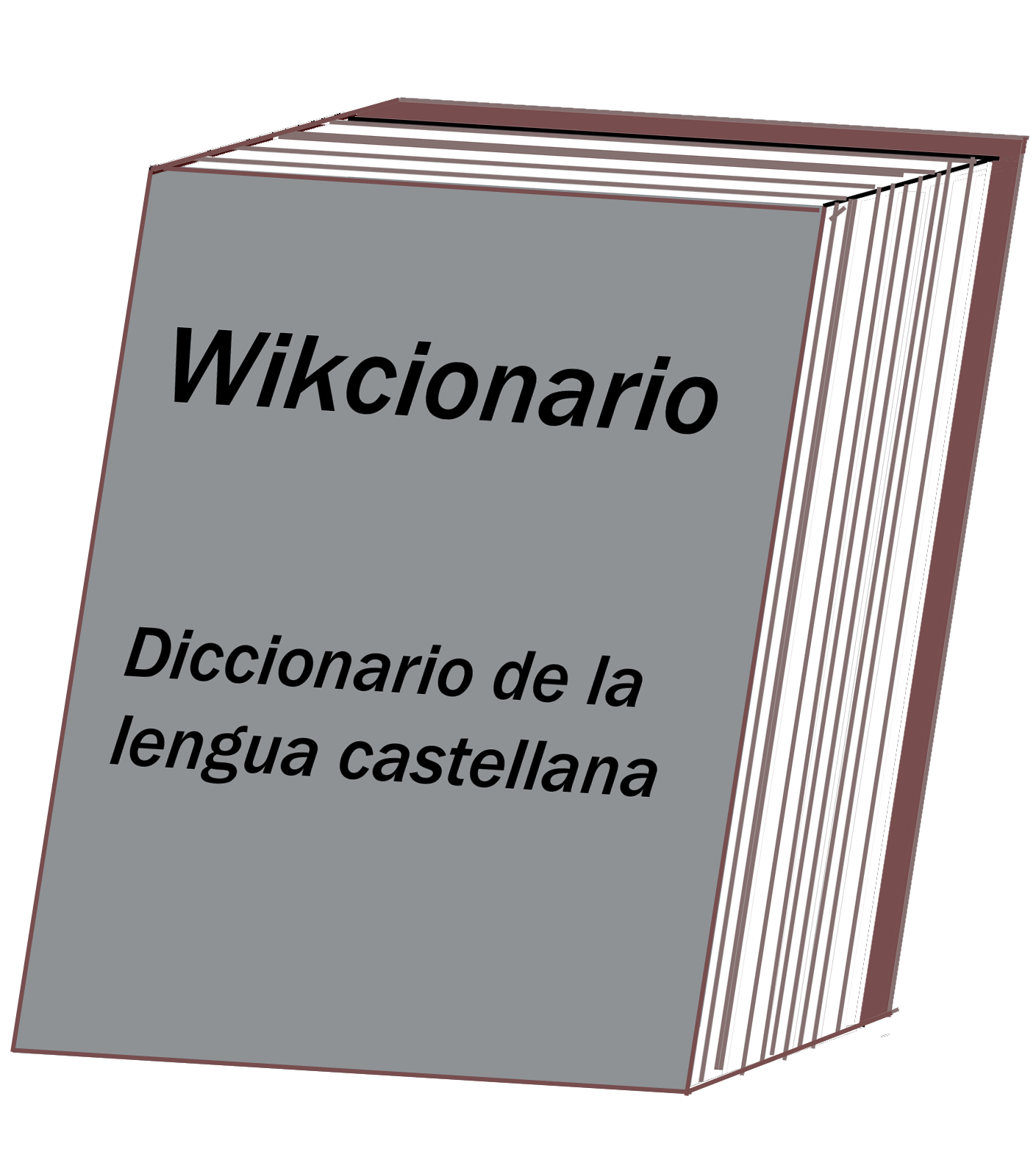
Один з логотипів Вікісловника
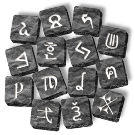
Один з логотипів Вікісловника
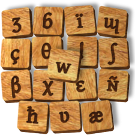
Один з логотипів Вікісловника
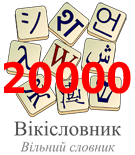
Логотип українського Вікісловника на момент перетину позначки у 20 тисяч статей